# Feliks Sobański
Feliks Hilary Michał Ludwik Sobański hrabia herbu Junosza (ur. 11 stycznia 1833 w Ładyżynie, zm. 29 listopada 1913 w Paryżu) – ziemianin, działacz społeczny i charytatywny, filantrop.

## Pochodzenie
Był ostatnim dzieckiem z czworga i jedynym synem Ludwika i Róży z Łubieńskich. Jego najstarsza siostra, Paulina (ur. 1824), wyszła za Adolfa Jełowickiego (1809–1891), oficera powstania listopadowego. Sobański szkolony był w Odessie. Gdy przebywał w 1852 w Warszawie, wybuchła epidemia cholery. Założył wtedy z Michałem Ogińskim i utrzymywał szpitalik dla chorych, i sam pielęgnował zarażonych. Potem administrował rodzinnymi dobrami, m.in. Obodówką i Wasylówką na Podolu. Brał udział w komitecie działającym w sprawie uwłaszczenia włościan. W 1857 poślubił Emilię z Łubieńskich. Mieli dwóch synów, Michała i Kazimierza, oraz córkę Wiktorię (1861-1935), potem żonę Feliksa Plater-Zyberka, właściciela z Inflant. Od 1857 administrował ogromnym majątkiem, Guzów (ok. 6 tysięcy hektarów) na Mazowszu, odkupionym na licytacji, po rodzinie żony. Po wczesnej śmierci krewnego Eustachego Jełowickiego w 1869 r., brata stryjecznego Adolfa Jełowickiego, Sobański został mianowany jako prawny opiekun dzieci jego: Pelagii Jełowickiej i jej młodszego rodzeństwa.

## Działalność
Członek Towarzystwa Rolniczego w Królestwie Polskim w 1858 roku.
Został wybrany na marszałka szlachty powiatu bracławskiego. Gdy w październiku 1862 w Kamieńcu Podolskim obradowano nad wysłaniem adresu szlachty podolskiej domagającego się przyłączenia Podola i Wołynia do Królestwa Polskiego przeciwny był tej inicjatywie, lecz został przegłosowany, a adres wysłany do władz. Rząd rosyjski zawiesił wszystkich marszałków, i został wywieziony wraz z innymi do Petersburga i więziony w twierdzy Pietropawłowskiej pod zarzutem dążenia do oderwania od Cesarstwa części jego prowincji. Dekretem rosyjskiego Senatu, został usunięty z urzędu i skazany na wysiedlenie w głębi Rosji. Później dostał pozwolenie na zamieszkanie w Odessie, a w końcu na powrót na Podole. Po ślubie wiele wysiłku i pieniędzy wsadził w przebudowę i wyposażenie pałacu po Łubieńskich w Guzowie.
W 1870, kiedy przebywał w Paryżu w czasie wojny francusko-pruskiej, z Międzynarodowym Czerwonym Krzyżem, wynajął ambulans i wraz z lekarzami i pielęgniarzami francuskimi ratował rannych z pola bitwy.
W latach 1872–1885 zajmował się sprawami rolnymi, a szczególnie przytułkami rzemieślniczymi. W 1875 został członkiem komitetu Tow. Zachęty Sztuk Pięknych (TZSP) w Warszawie. W 1878 założył konkurs TZSP na projekt kościoła w Żyrardowie, wygrany przez Władysława Marconiego. Przez TZSP finansował stypendia dla młodych artystów. Równocześnie był w 1875 współzałożycielem Muzeum Przemysłu i Rolnictwa, którego został wiceprezesem do 1913 Zaangażowany był także w Towarzystwie Muzycznym im. Stanisława Moniuszki.
Finansował budowę i restaurację obiektów sakralnych, m.in. na kościół w Radziwiłłowie oraz kaplicę w Guzowie, odnowienie kościołów w Obodówce i Wiskitkach. Dla kościoła św. Augustyna w Warszawie Sobański sprawił trzy marmurowe ołtarze, wykonane we Włoszech. Finansował stypendia na studia zagraniczne dla wielu wychowanków seminarium duchownego w Warszawie. W 1880 Sobański otrzymał od papieża Leona XIII dziedziczny tytuł hrabiowski. W 1888 Sobański wraz z innymi ówczesnymi arystokratami przyczynił się do odnowy kolumny Zygmunta.

## Inne budynki i ośrodki
Fundował m.in.:
- W Warszawie budynek na siedzibę przytułku dla paralityków przy ul. Nowowiejskiej 32. Po rozbudowie tego gmachu w 1897 otwarto tam również:
- Dom dla kobiet samotnych i schronisko dla sierot.
- Ochronka katolicka «Nazaret» w Kijowie
- Szpitalik w Guzowie, w którym bezpłatnie leczyli się okoliczni włościanie i pracownicy dworscy
- W Obodówce średnią szkołę rolniczą, podległą Podolskiemu Stow. Rolniczemu (fundacja wraz z synem Michałem)
- w Ursynowie współfinansował założenie seminarium nauczycielskiego.

## Ostatnie lata
Sobański wspomagał finansowo wiele instytucji społecznych tak w kraju, jak i polonijnych w Paryżu, gdzie mieszkał przez ostatnie lata życia. Był m.in. członkiem Towarzystwa Polskiego Literacko-Artystycznego, założonego w 1832. Ostatnimi darowiznami jego było przekazanie 100 tys. rubli dla Kasy emerytalnej pracowników rolnych w Królestwie Polskim, a także 30 tys. rubli na zakup ziemniaków dla ludności galicyjskiej, nękanej klęską głodu. Zmarł w Paryżu w 1913 i pochowany został tam w podziemiach kościoła św. Augustyna. Chociaż pisze Stanisław Konarski nie wiadomo czy ciało zostało później, jak zamierzano, przewiezione do grobu rodzinnego w Obodówce, odpowiedź jednak jest tu: Rodzina w następnym roku sprowadziła doczesne szczątki hrabiego do kraju. Jak wspomina Maria z Grocholskich Hieronimowa Sobańska: „pogrzeb się odbył w zmniejszonym kręgu „dalszych” gości głównie w obecności licznych sąsiadów (było to już po zamachu w Sarajewie, w końcu czerwca) nikt z Galicji nie przyjechał. Przejazdy graniczne wpadły pod specjalną kontrolę”.

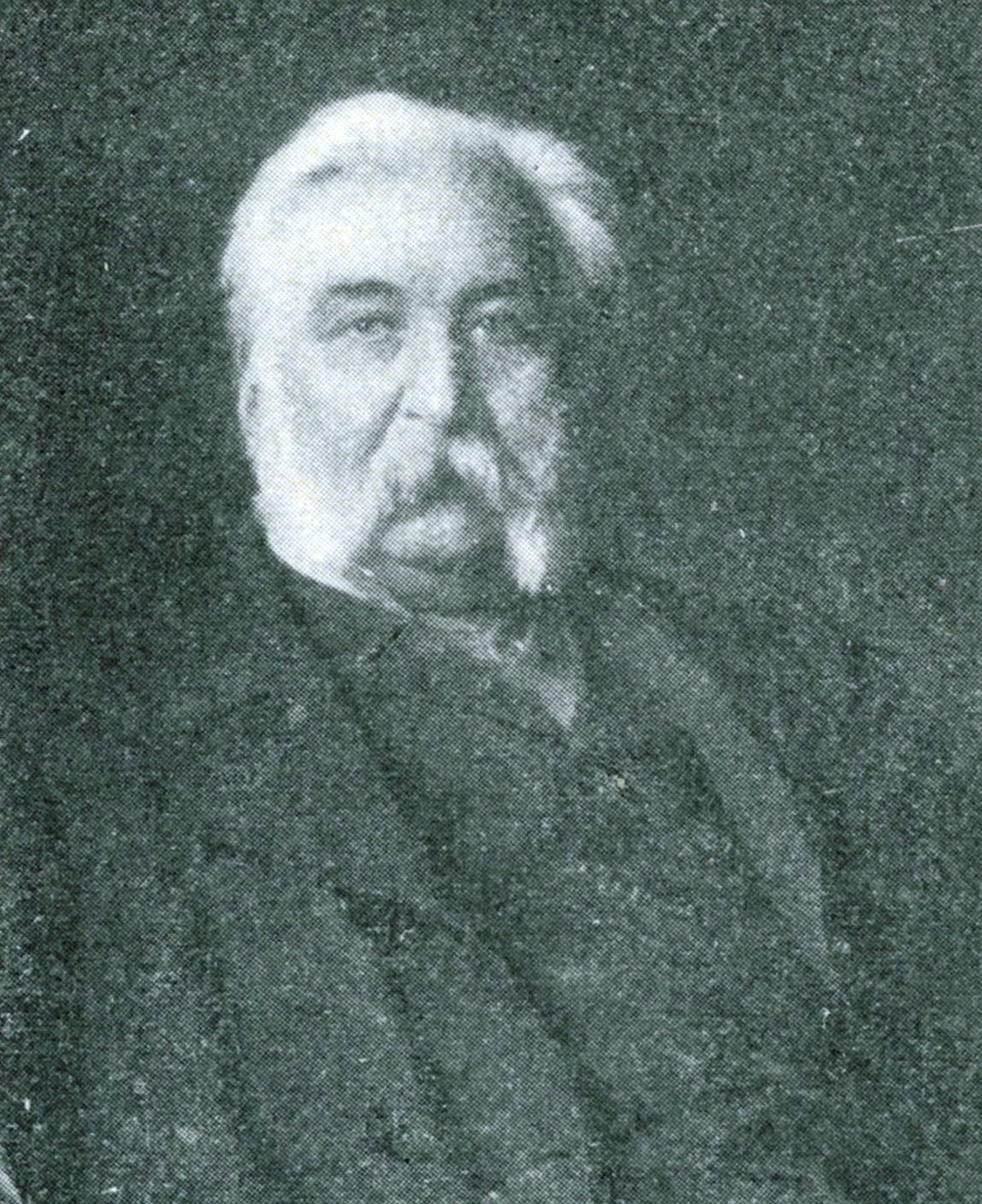
Feliks Sobański
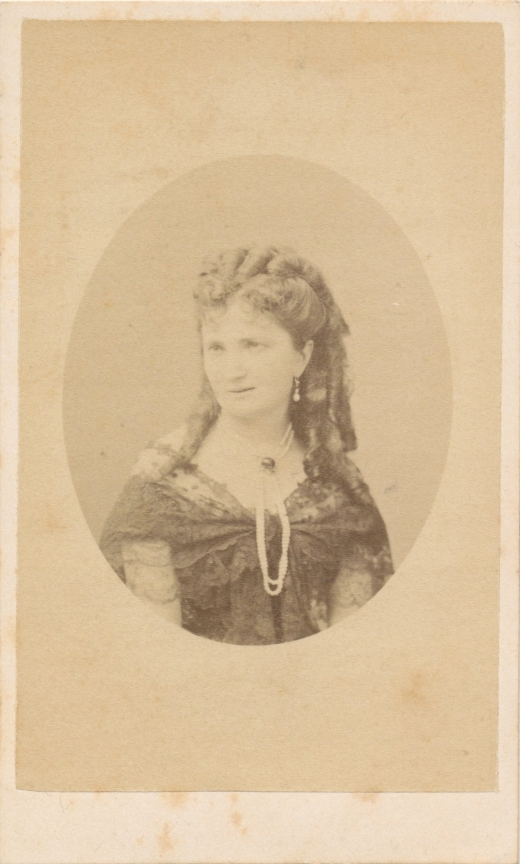
Emilia z Łubieńskich, żona Feliksa
Herb Junosza F. Sobańskiego
Herb Emilii Łubieńskiej, żony Feliksa
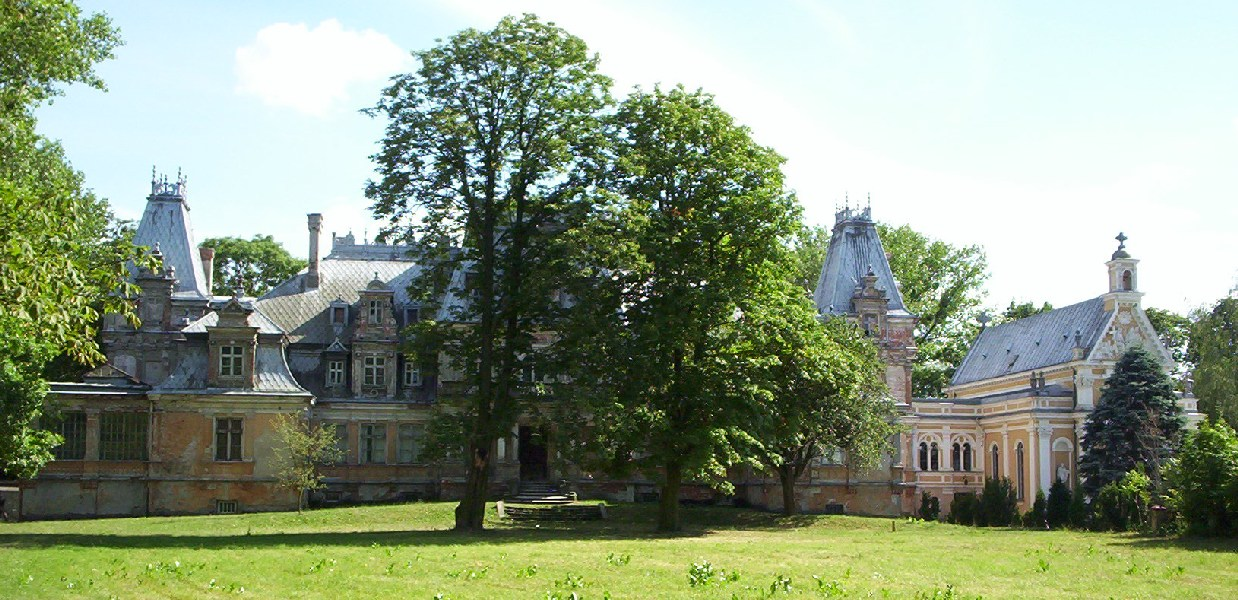
Pałac w Guzowie (2005)
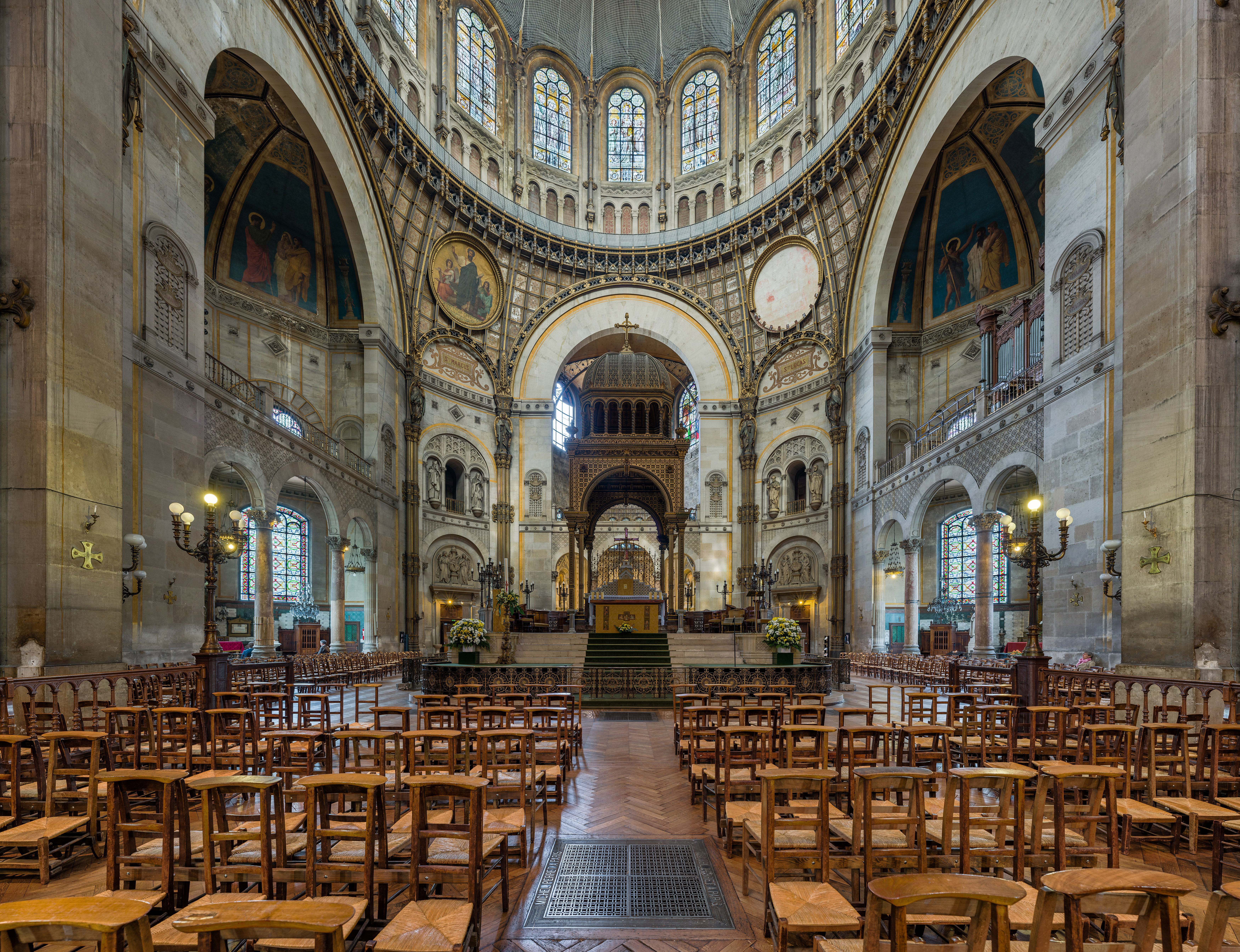
Kościół St. Augustin w Paryżu
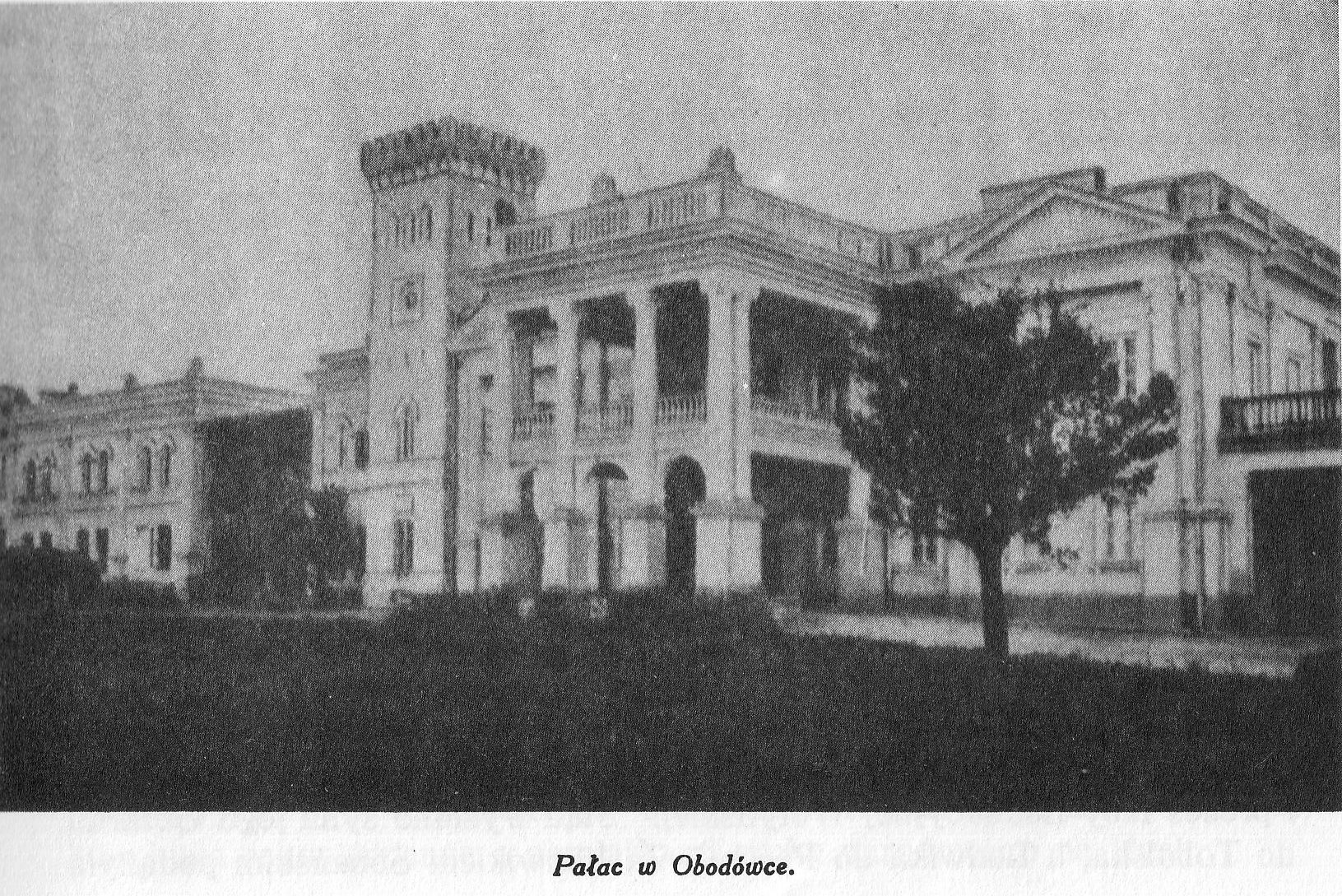
Pałac Sobańskich w Obodówce
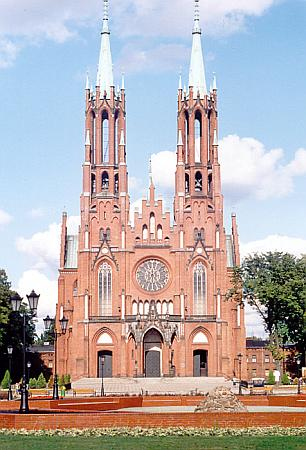
Żyrardów – kościół MBP
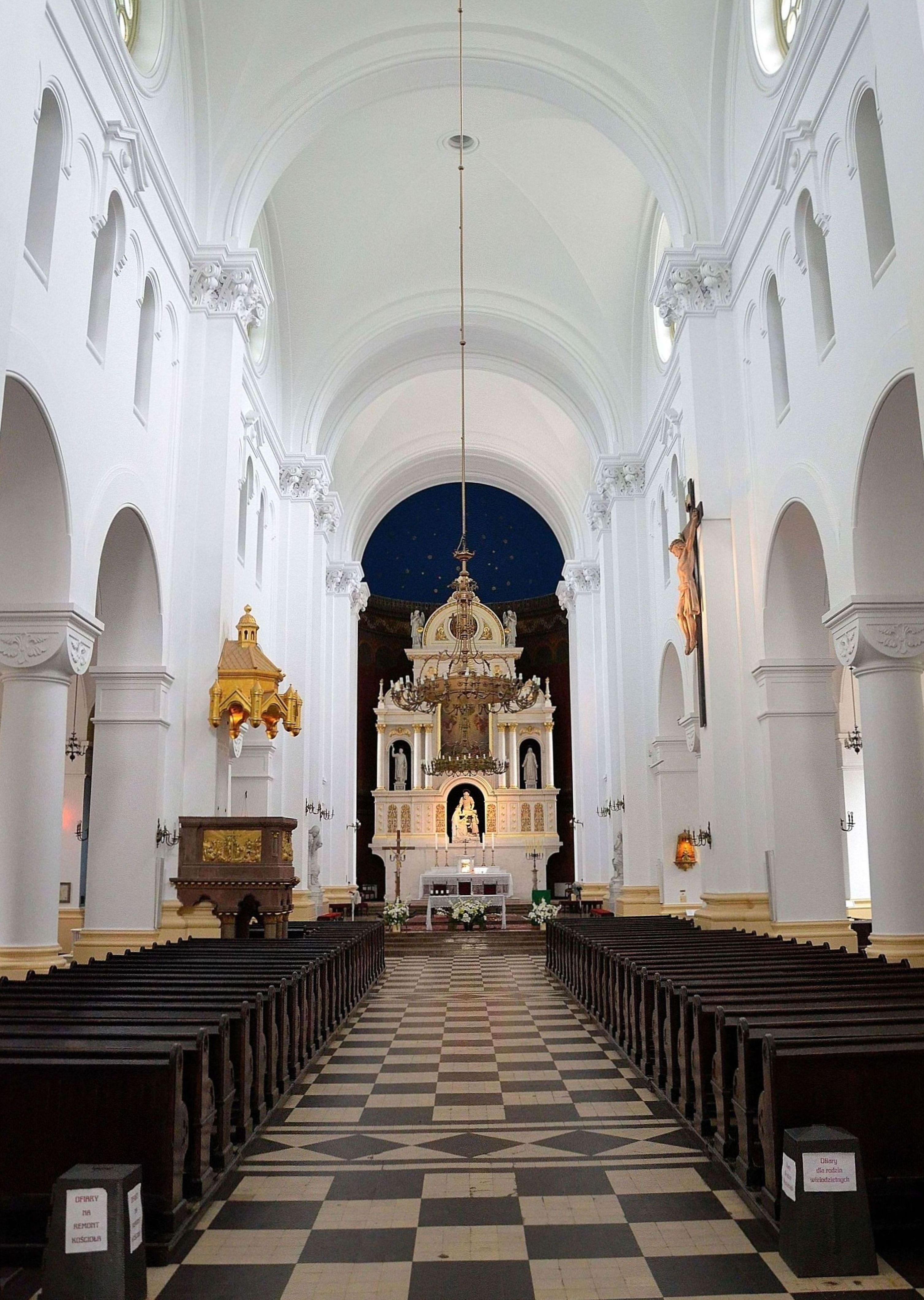
Kościół św. Augustyna w Warszawie